# Franco Zanotti
Franco Zanotti (Bergamo, 5 luglio 1971) è un ultramaratoneta e fondista di corsa in montagna italiano.

## Biografia
Nel 2009 ha partecipato ai Mondiali di trail running, piazzandosi in sesta posizione. Nel 2010 e nel 2011 ha partecipato alla Marathon des Sables, piazzandosi rispettivamente in ottava e nona posizione. Nel corso degli anni ha ottenuto altri piazzamenti in ultramaratone su varie distanze, sia su strada (tra i quali due quinti posti alla 50 km di Romagna ed un sedicesimo posto alla 100 km del Passatore) che trail.

## Palmarès
| Anno | Manifestazione            | Sede            | Evento      | Risultato | Prestazione | Note |
| ---- | ------------------------- | --------------- | ----------- | --------- | ----------- | ---- |
| 2009 | Mondiali di trail running | Serre Chevalier | Individuale | 6º        | 7h32'13"    |      |

## Campionati nazionali
2015
- 8º ai campionati italiani master di corsa campestre, categoria SM40 - 20'02"[3]

2016
- Oro ai campionati italiani master di mezza maratona, categoria SM45 - 1h13'06"[4]

## Altre competizioni internazionali
1996
- 11º alla 50 km di Romagna ( Castel Bolognese), 50 km - 3h20'02"

1997
- 55º alla 100 km del Passatore ( Firenze-Faenza), 100 km - 8h27'55"
- 7º alla 50 km di Romagna ( Castel Bolognese), 50 km - 3h06'24"
- 7º alla 50 km Parco Lago Segrino, 50 km - 3h49'42"

1998
- 16º alla 100 km del Passatore ( Firenze-Faenza), 100 km - 8h11'46"
- 29º alla 50 km di Romagna ( Castel Bolognese), 50 km - 3h33'03"

1999
- 66º alla Swiss Alpine Marathon ( Davos), 78 km - 7h37'29"

2000
- 5º alla 50 km di Romagna ( Castel Bolognese), 50 km - 3h03'39"
- 41º alla Swiss Alpine Marathon ( Davos), 78 km - 7h12'28"
- 12º a Le Défi de Val de Travers ( Couvet), 72 km - 6h43'47"

2001
- 14º alla Pistoia-Abetone Ultramarathon ( Pistoia-Abetone), 53 km - 4h07'43"
- Bronzo a La Fort'iche de Maurienne ( Moriana), 120 km - 20h01'00"
- 135º alla Swiss Alpine Marathon ( Davos), 78 km - 8h04'09"
- Bronzo alla 50 km lungo l'Adda, 49,3 km - 3h10'42"
- 5º alla Rimini-San Marino ( San Marino), 14,5 km - 50'25"[5]

2002
- 5º alla 50 km di Romagna ( Castel Bolognese), 50 km - 3h01'41"
- 16º al Palio delle Porte ( Martinengo) - 31'56"

2003
- 21º alla Stralivigno ( Livigno), 22 km - 1h21'28"[6]

2004
- 12º alla Swiss Alpine Marathon ( Davos), 78 km - 6h56'29"
- Oro a Le Trail des Cerces ( Massiccio dei Cerces), 48 km - 4h32'38"

2005
- 27º in classifica generale in Coppa del mondo di corsa in montagna 2005

2006
- 14º alla Stralivigno ( Livigno), 22 km - 1h22'36"[7]
- 8º alla Mezza maratona di Treviglio ( Treviglio) - 1h09'19"[8]
- 5º alla Mezza maratona di Bergamo ( Bergamo) - 1h09'24"

2007
- 10º alla Stralivigno ( Livigno), 22 km - 1h20'25"

2008
- 33º alla Maratona di Venezia ( Venezia) - 2h35'48"
- 4º alla Maratonina del basso Garda ( Carpenedolo) - 1h09'52"
- 11º alla Mezza maratona di Lecco ( Lecco) - 1h10'23"
- 4º alla Roncobello-Laghi Gemelli ( Roncobello) - 56'55"[9]

2009
- 26º alla Maratona di Barcellona ( Barcellona) - 2h35'33"[10]
- 31º alla Maratona di Venezia ( Venezia) - 2h37'17"
- 13º alla Stralivigno ( Livigno), 22 km - 1h24'37[11]
- 13º alla Mezza maratona di Pavia ( Pavia) - 1h11'38"

2010
- 8º alla Marathon des Sables ( Marocco), 245 km - 24h59'45"
- 30º alla Maratona di Reggio Emilia ( Reggio Emilia) - 2h47'11"
- 11º alla 10 km di Monza ( Monza) - 33'30"
- 26º al Trofeo Zappella ( Monasterolo del Castello) - 30'50"

2011
- 9º alla Marathon des Sables ( Marocco), 245 km - 24h16'00"
- 5º alla Stralivigno ( Livigno), 22 km - 1h23'17"
- 4º alla Mezza maratona di Castel Rozzone ( Castel Rozzone) - 1h14'14"
- 9º alla 10 km di Monza ( Monza) - 33'21"
- Oro alla Green Race ( Milano) - 33'22"[12]
- 11º al Trail Blanc di Serre Chevalier ( Serre Chevalier), 28 km[13]
- 9º al Trofeo Tre Campanili ( Vestone), mezza maratona - 1h32'00"[14]

2012
- 40º alla Stramilano ( Milano) - 1h13'01"
- 12º alla Mezza maratona di Treviglio ( Treviglio) - 1h12'09"
- 5º alla Mezza maratona sul Brembo ( Dalmine) - 1h12'36"
- 8º alla Mezza maratona di Lecco ( Lecco) - 1h13'23"
- 246º al Trail degli Eroi ( Borso del Grappa), 46,5 km - 8h07'10"
- Bronzo al Trail Blanc di Serre Chevalier ( Serre Chevalier), 12 km[15]

2013
- 55º alla Stramilano ( Milano) - 1h14'29"
- 95º alla Mezza maratona di Cremona ( Cremona) - 1h11'29"
- 6º alla Mezza maratona sul Brembo ( Dalmine) - 1h13'12"
- Oro alla Rimini-San Marino ( San Marino), mezza maratona - 1h20'19"[16]
- 186º al Trail degli Eroi ( Borso del Grappa), 46,5 km - 7h28'24"
- Oro al Trofeo Massimo Chistolini ( Bione), 9,2 km - 30'54"[17]
- Oro al Trofeo Cortinovis ( San Giovanni Bianco)[18] (in squadra con Vincenzo Milesi ed Alex Baldaccini)
- Oro al Trofeo del Sebino ( Sale Marasino)[19]

2014
- 10º alla Mezza maratona di Crema ( Crema) - 1h12'03"
- 8º al Diecimila di Presezzo ( Presezzo) - 32'33"
- Oro alla Scorrimella ( Sarezzo)[20]
- Argento alla Sky Race Alta Valtellina Val Viola - 1h40'47"[21]
- Oro al Trail del Sesia ( Recetto), 24 km - 1h24'19"[22]
- Oro al Giro dei Grassi ai Piedi della Valtrompia ( Concesio)- 1h08'[23]
- Oro alla In coppia verso il cielo ( Aviatico), 13 km - 51'37"[24] (in squadra con Cristian Badin)
- Oro al Trofeo dell'Assunta ( Marone) - 48'30"[25]
- Oro allo Scarpone Luvinatese - 6 km[26]

2015
- 32º alla Stramilano ( Milano) - 1h10'54"
- 23º alla Mezza maratona di Cremona ( Cremona) - 1h10'30"
- 7º alla Mezza maratona di Bergamo ( Bergamo) - 1h10'45"
- 4º alla Montefortiana-Turà ( Monteforte d'Alpone), mezza maratona - 1h14'16"
- 15º alla Mezza maratona di Padenghe ( Padenghe sul Garda) - 1h12'56"
- 4º alla Dieci miglia del Castello ( Endine Gaiano), 10 miglia[27]
- Bronzo alla 10 km di Castel Rozzone ( Castel Rozzone) - 31'49"
- 15º alla Tuttadritta ( Torino) - 31'51"
- 6º al Diecimila di Presezzo ( Presezzo) - 32'45"
- 8º alla 10 km del Manzoni ( Lecco) - 32'48"
- 9º al Diecimila Città di Bergamo ( Bergamo) - 33'09"
- Oro alla Bueggio-Diga del Gleno ( Vilminore di Scalve)[28] (in squadra con Filippo Ba)

2016
- 4º alla Mezza maratona sul Brembo ( Dalmine) - 1h10'55"
- 7º alla Mezza maratona di Dolo ( Dolo) - 1h11'37"
- 12º alla Mezza maratona di Parma ( Parma) - 1h13'07"
- Bronzo alla Diecimiglia del Garda ( Gargnano)
- Oro alla Quater Pass a Gargnà ( Gargnano), 13 km - 47'11"[29]
- 14º al Diecimila Città di Bergamo ( Bergamo) - 33'24"
- 7º alla 10 km di Castel Rozzone ( Castel Rozzone) - 33'53"

2017
- 9º alla Sarnico-Lovere Run ( Sarnico-Lovere), 25,5 km - 1h26'30"[30]
- 11º alla Mezza maratona di Fiesso d'Artico ( Fiesso d'Artico) - 1h11'58"
- 7º alla Mezza maratona sul Brembo ( Dalmine) - 1h12'13"
- Argento alla Mezza maratona di Padenghe ( Padenghe sul Garda) - 1h15'06"
- Oro al Bergamo City Trail - Millegradini ( Bergamo) - 1h09'29"[31]

2018
- 36º alla Giulietta&Romeo Half Marathon ( Verona) - 1h14'59"
- 18º alla Mezza maratona sul Brembo ( Dalmine) - 1h16'10"
- 4º alla Mezza maratona di Padenghe ( Padenghe sul Garda) - 1h16'23"
- 8 al Monza-Montevecchia Ecotrail ( Monza), 33 km - 2h46'[32] (in coppia con Filippo Salaris)

2019
- Oro al Bergamo Urban Trail ( Bergamo), 20 km - 1h25'48"[33]
- 6º al Cross Terre del Vescovado ( Torre de' Roveri) - 22'35"[34]

2020
- Bronzo al Cross Città di Pioltello ( Pioltello)[35]
- Bronzo al Cross del Vallone ( Cittiglio)[36]
- 8º al Cross di Bolgare ( Bolgare) - 20'59"[37]

2021
- 32º al Saronno Running Day ( Saronno) - 35'27"